# Lill-Åskasjön
Lill-Åskasjön är en sjö i Örnsköldsviks kommun i Ångermanland och ingår i Moälvens huvudavrinningsområde. Sjön har en area på 0,111 kvadratkilometer och ligger 279,7 meter över havet. Sjön avvattnas av vattendraget Skyltbäcken.

## Delavrinningsområde
Lill-Åskasjön ingår i det delavrinningsområde (705934-159982) som SMHI kallar för Mynnar i Grönmyrbäcken. Medelhöjden är 302 meter över havet och ytan är 3,48 kvadratkilometer. Det finns inga avrinningsområden uppströms utan avrinningsområdet är högsta punkten. Skyltbäcken som avvattnar avrinningsområdet har biflödesordning 3, vilket innebär att vattnet flödar genom totalt 3 vattendrag innan det når havet efter 81 kilometer. Avrinningsområdet består mestadels av skog (88 procent). Avrinningsområdet har 0,11 kvadratkilometer vattenytor vilket ger det en sjöprocent på 3,2 procent.